# Canzoniere Vaticano latino 3793
Le Canzoniere Vaticano latino 3793 est un manuscrit conservé à la bibliothèque apostolique vaticane. C'est un chansonnier écrit par les poètes italiens du XIIIe siècle, notamment par ceux de l'École sicilienne, le manuscrit est l'un des plus célèbres de la poésie lyrique italienne.

## Structure
Le codex est composé de 2 parties :
- La 1re comprenant 137 chants.
- La 2de comprenant 670 sonnets.

De nombreux poètes ont participé à l'élaboration de ce manuscrit comme Giacomo da Lentini, Chiaro Davanzati (it). L'auteur anonyme qui a transcrit la Corona di casistica amorosa est indiqué à la fin du manuscrit par la mention Amico di Dante (it).

## Source
- (it) Cet article est partiellement ou en totalité issu de l’article de Wikipédia en italien intitulé « Canzoniere Vaticano latino 3793 » (voir la liste des auteurs).